# 上県町
上県町（かみあがたちょう）は、九州の北沖に当たる長崎県の対馬の北部西岸にあった町である。上県郡に属していた。
2004年（平成16年）3月1日の合併で対馬市の一部となった。なお、対馬市発足後の住所表記では「かみあがたまち」に読み方が変更された。

## 地理
対馬の北部西岸に位置し、対馬海峡（朝鮮海峡）に接する。
- 山：御岳（雄岳、雌岳、平岳）、香ノ木山、太田隈山、七本松山、天狗山、千俵蒔山（井口岳）、ガウチ山、大久間山、丸倉山、ハナタカ山、高野山、鹿之内山、山田山、念仏峠
- 河川：仁田川、佐護川、仁田ノ内川、中山川、美止々川、深山川、白石川、大江川、宮原川、大谷川、飼所川、仏坂川、伊奈川、志多留川
- 溜池：目保呂ダム、仁田ダム
- 港湾：佐須奈港、伊奈漁港（伊奈・志多留）、仁田港、鹿見港、佐須奈湾、仁田湾

## 歴史
- 1908年（明治41年）4月1日 - 島嶼町村制施行により、上県郡のうち後の町域にあたる以下の各村が発足[1]。
  - 仁田村（志多留村・伊奈村・越高村、御園村・犬ヶ浦村・女連村・久原村・鹿見村・瀬田村・飼所村・樫瀧村が合併）
  - 佐須奈村（佐須奈村・西津屋村・佐護村が合併）
- 1955年（昭和30年）4月15日 - 仁田村・佐須奈村が新設合併し、上県町が発足。
- 2004年（平成16年）3月1日 - 美津島町・豊玉町・峰町・上対馬町・厳原町と合併し市制施行。対馬市が発足し、上県町は自治体として消滅。

## 地名
大字を行政区域とする。
旧佐須奈村
- 佐護（さご）
- 佐須奈（さすな）
- 西津屋（にしつや）

旧仁田村
- 伊奈（いな）
- 犬ケ浦（いぬがうら）
- 女連（うなつら）
- 飼所（かいどころ）
- 樫滝（かしたき）
- 久原（くばら）
- 越高（こしたか）
- 鹿見（ししみ）
- 志多留（したる）
- 瀬田（せた）
- 御園（みそ）

## 教育
中学校
- 上県町立伊奈中学校[2]
- 上県町立仁田中学校
- 上県町立久原中学校[3]
- 上県町立佐護中学校[4]
- 上県町立佐須奈中学校

小学校
- 上県町立伊奈小学校[2]
- 上県町立仁田小学校
- 上県町立久原小学校[5]
- 上県町立佐護小学校[4]
- 上県町立佐須奈小学校

## 伝説
佐奈豊には、朝鮮出兵時に某という武将によって対馬に連れて来られた（あるいは不義をして船で流された）宣祖の娘（李昖王姫）のものとされる墓がある。その墓によると、慶長18年（1613年）に亡くなったという。また、久原の伝承では、浜に流れ着いた朝鮮王族の姫から財宝を奪って殺し、その祟りで佐奈豊の村が滅んだというものもある。

## 名所・旧跡・観光スポット・祭事・催事

### 名所・旧跡
- 目保呂ダム馬事公園（対州馬）
- 異国の見える丘展望台
- 千俵蒔山展望台
- 井口浜海水浴場
- 佐護バードウォッチング公園
- 棹崎公園
- 対馬野生生物保護センター
- 御嶽の原生林

### 祭事・催事
- とらやま祭り